# New Yorker Staats-Zeitung

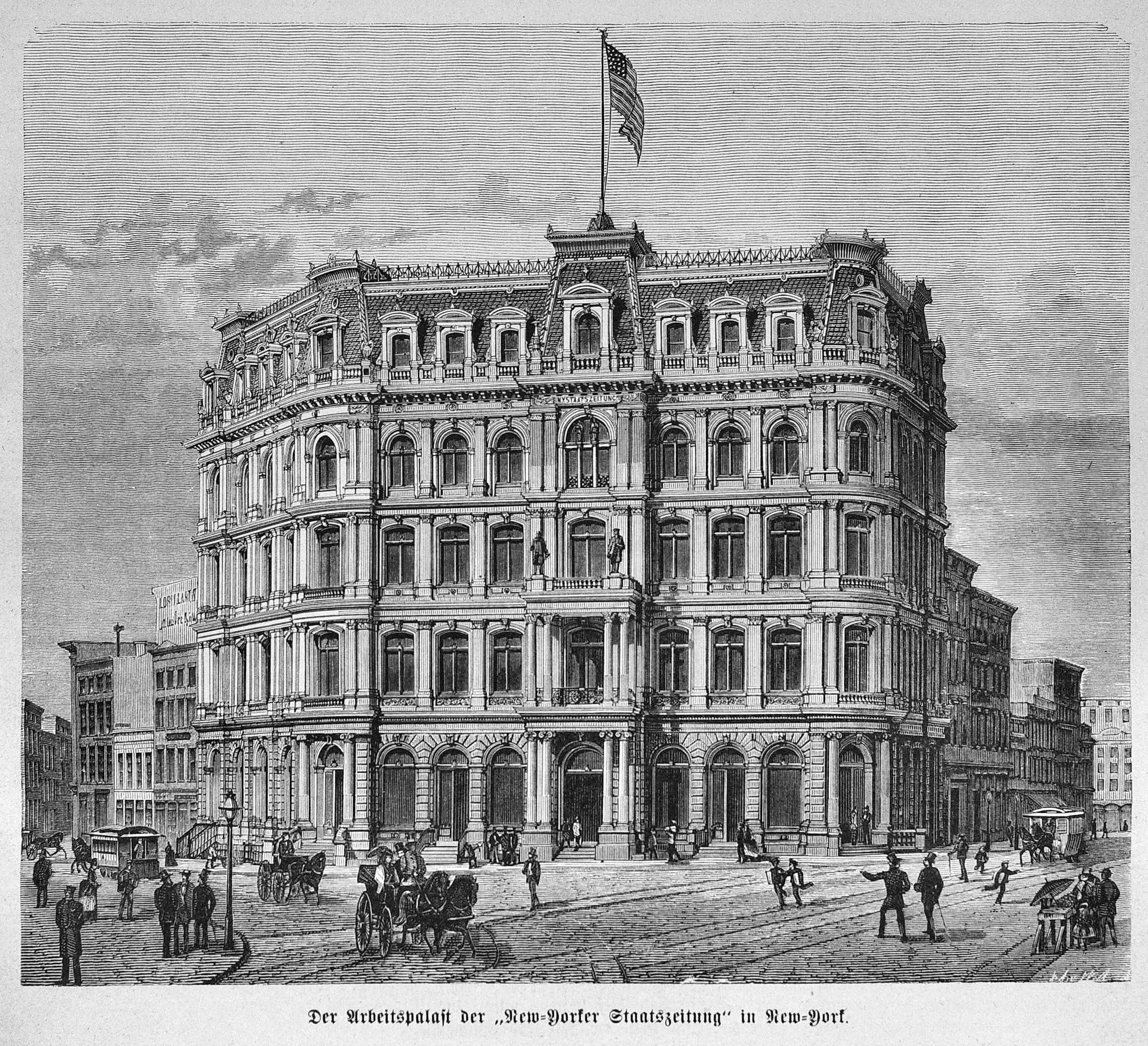
Edificio del New Yorker Staats-Zeitung en 1875.

El New Yorker Staats-Zeitung es uno de los periódicos de lengua alemana de mayor tiraje en los Estados Unidos. Popularmente conocido como "The Staats", fue fundado en 1834 por inmigrantes alemanes. De este modo es el periódico en alemán más antiguo de los Estados Unidos en la actualidad, de un total de 8 que aún existen. Entre 1968 y 1969, Herbert Feuerstein fue el redactor jefe de este periódico.
Originalmente, este periódico aparecía a diario; desde 1953 se editó tres veces por semana y, en la actualidad, tiene una edición semanal. El periódico procura crear conciencia histórica, informa sobre eventos de la comunidad alemana en la región de los estados de Nueva York, Nueva Jersey y Connecticut, y también sobre acontecimientos actuales en Alemania. También es una publicación de opinión sobre las relaciones germano-estadounidenses.